# Portul Corabia
Portul Corabia este un port la Dunăre care are o vechime de peste 130 de ani.
Construit inițial la 2 km în amonte față de actuala locație, vechiul port era destinat mai ales expediției de produse agricole.
Din 1984, portul este strămutat în actualul său amplasament, dispunând la ora actuală de un front de acostare la Dunăre de 1.126 metri și de 15 dane de acostare și operare.